# Gouvernement Román Rodríguez
 Îles Canaries
Hermoso II Martín
Le gouvernement Rodríguez est le gouvernement des îles Canaries entre le 19 juillet 1999 et le 14 juillet 2003, durant la Ve législature du Parlement des Canaries. Il est présidé par Román Rodríguez.

## Composition

### Initiale
| Fonction                                                                | Titulaire | Titulaire                                                                  | Parti |
| ----------------------------------------------------------------------- | --------- | -------------------------------------------------------------------------- | ----- |
| Président du gouvernement                                               |           | Román Rodríguez Rodríguez                                                  | CC    |
| Vice-président Conseiller à l'Économie et aux Finances                  |           | Adán Martín Menis                                                          | CC    |
| Conseiller à la Présidence                                              |           | Julio Bonis Álvarez                                                        | CC    |
| Conseiller aux Travaux publics, au Logement et aux Eaux                 |           | Antonio Ángel Castro Cordobez                                              | CC    |
| Conseiller à l'Agriculture, à l'Élevage, à la Pêche et à l'Alimentation |           | Gabriel Mato Adrover Guillermo Guigou Suárez (21.02.2000)                  | PP    |
| Conseiller à l'Éducation, à la Culture et aux Sports                    |           | José Miguel Ruano León                                                     | CC    |
| Conseiller à l'Industrie et au Commerce                                 |           | Lorenzo Alberto Suárez Alonso                                              | PP    |
| Conseiller à la Politique territoriale et à l'Environnement             |           | Tomás Van de Walle de Sotomayor                                            | PP    |
| Conseiller à la Santé et à la Consommation                              |           | José Carlos Francisco Díaz (jusqu'au 29/03/2000) José Rafael Díaz Martínez | CC    |
| Conseiller au Tourisme et aux Transports                                |           | Juan Carlos Becerra Robayna                                                | CC    |
| Conseiller à l'Emploi et aux Affaires sociales                          |           | Marcial Morales Martín                                                     | CC    |

### Remaniement du30 janvier 2001
- Les nouveaux conseillers sont indiqués en gras, ceux ayant changé d'attributions en italique.

| Fonction                                                                | Titulaire | Titulaire                      | Parti |
| ----------------------------------------------------------------------- | --------- | ------------------------------ | ----- |
| Président du gouvernement                                               |           | Román Rodríguez Rodríguez      | CC    |
| Vice-président Conseiller à l'Économie, aux Finances et au Commerce     |           | Adán Martín Menis              | CC    |
| Conseiller à la Présidence et à l'Innovation technologique              |           | Julio Bonis Álvarez            | CC    |
| Conseiller aux Travaux publics, au Logement et aux Eaux                 |           | Antonio Ángel Castro Cordobez  | CC    |
| Conseiller à l'Agriculture, à l'Élevage, à la Pêche et à l'Alimentation |           | Pedro Rodríguez Zaragoza       | CC    |
| Conseiller à l'Éducation, à la Culture et aux Sports                    |           | José Miguel Ruano León         | CC    |
| Conseiller à la Politique territoriale et à l'Environnement             |           | Fernando José González Santana | CC    |
| Conseiller à la Santé et à la Consommation                              |           | José Rafael Díaz Martínez      | CC    |
| Conseiller au Tourisme et aux Transports                                |           | Juan Carlos Becerra Robayna    | CC    |
| Conseiller à l'Emploi et aux Affaires sociales                          |           | Marcial Morales Martín         | CC    |